# Blaagaard Teater
Blaagaard Teater (tidligere Teater Grob) er et teater på Nørrebrogade i København. 
Teater Grob startede som gruppeteater i 1992.
Mia Lyhne, Michael Sand mfl. var med til at danne teatret. I 1995 overgik støtteordningen til lille storbyteater, hvor kommunen og staten deltes om støtten.
Teater Grob har spillet på Kaleidoskop på Nørrebrogade før Teater Grob overtog det i 2009 samt i Kanonhallen, på Husets Teater, Teater Plan B og turnéforestillinger i hele Danmark. Teatret spiller som oftest to årlige egenproduktioner og har 4-6 gæstespil. Teater Grob ledes af kunstnerisk leder, instruktør og skuespiller Per Scheel-Krüger og administrative leder, Maja Ries.
Den 24 august 2022 skiftede Teater Grob navn til Blaagaard Teater. En ændring den daværende teaterdirektør Sargun Oshana foretog. Teatrets nye navn trækker tråde tilbage til 1700-tallet, hvor Blågård Slot blev opført på Nørrebro med blå tegl på taget, deraf navnet. Omridset af det gamle teater kan stadig ses tydeligt i baggården til Blaagaard Teater.
Nørrebrogade 37 har gennem tiden huset forskellige teatre. I 1912 blev Nørrebro Biograftheater opført, i 1980 overtog Københavneren bygningen, i 1995 var det Kaleidoskop, der gav bygningen videre til Teater Grob i 2009.
Den 1. januar 2025 tiltrådte skuespiller og dramatiker Alexander Mayah Larsen som ny teaterdirektør for teatret.